# Ljuće
Ljuće este un sat din comuna Pljevlja, Muntenegru. Conform datelor de la recensământul din 2003, localitatea are 207 locuitori (la recensământul din 1991 erau 202 locuitori).

## Demografie
În satul Ljuće locuiesc 153 de persoane adulte, iar vârsta medie a populației este de 39,4 de ani (37,6 la bărbați și 41,5 la femei). În localitate sunt 56 de gospodării, iar numărul mediu de membri în gospodărie este de 3,70.
Această localitate este populată majoritar de sârbi (conform recensământului din 2003).
|  |

| Demografie | Demografie | Demografie |
| An         | Locuitori  | Locuitori  |
| ---------- | ---------- | ---------- |
|            |            |            |
|            |            |            |
|            |            |            |
|            |            |            |
| 1948       | 188        |            |
| 1953       | 217        |            |
| 1961       | 258        |            |
| 1971       | 259        |            |
| 1981       | 207        |            |
| 1991       | 202        | 202        |
| 2003       | 207        | 207        |

| \| Componența etnică conform recensământului din 2003[2] \| Componența etnică conform recensământului din 2003[2] \| Componența etnică conform recensământului din 2003[2] \| Componența etnică conform recensământului din 2003[2] \| Componența etnică conform recensământului din 2003[2] \| \| ----------------------------------------------------- \| ----------------------------------------------------- \| ----------------------------------------------------- \| ----------------------------------------------------- \| ----------------------------------------------------- \| \| \| \| \| \| \| \| Sârbi \| Sârbi \| \| 167 \| 80,67% \| \| Muntenegreni \| Muntenegreni \| \| 29 \| 14% \| \| necunoscută \| necunoscută \| \| 0 \| 0% \| |              |  |     |        |
| Componența etnică conform recensământului din 2003 |              |  |     |        |
| |              |  |     |        |
| Sârbi | Sârbi        |  | 167 | 80,67% |
| Muntenegreni | Muntenegreni |  | 29  | 14%    |
| necunoscută | necunoscută  |  | 0   | 0%     |